# Durham (Kansas)
Durham è una città degli Stati Uniti d'America situata nel centro dello Stato del Kansas. Fa parte della Contea di Marion.

## Geografia fisica
Durham si situa a 39°29′04″N, 97°13′38″O. L'U.S. Census Bureau certifica che Durham occupa un'area totale di 0.52 km², di cui tutti di terra.

## Società

### Evoluzione demografica
Al censimento del 2010, risultarono 112 abitanti, 48 nuclei familiari e 34 famiglie residenti in città. Ci sono 65 alloggi con una densità di 125.5/km². La composizione etnica della città è 99.1% bianchi, 4.5% di altre razze e 0.9% ispanici e latino-americani. Dei 48 nuclei familiari il 25.1% ha figli di età inferiore ai 18 anni che vivono in casa, 66.7% sono coppie sposate che vivono assieme, 4.2% è composto da donne con marito assente, e il 29.2% sono non-famiglie. Il 25.0% di tutti i nuclei familiari è composto da singoli 12.5% da singoli con più 65 anni di età. La dimensione media di un nucleo familiare è di 2.33 mentre la dimensione media di una famiglia è di 2.79. La suddivisione della popolazione per fasce d'età è la seguente: 20.5% sotto i 18 anni, 5.5% dai 18 ai 24, 22.4% dai 25 ai 44, 27.7% dai 45 ai 64, e il 24.1% oltre 65 anni. L'età media è di 46 anni. Per ogni 100 donne ci sono 100 maschi. Per ogni 100 donne sopra i 18 anni, ci sono 77.6 maschi. Il reddito medio di un nucleo familiare è di $26,875 mentre per le famiglie è di $47,917. Gli uomini hanno un reddito medio di $28,000 contro $25,625 delle donne. Il reddito pro capite della città è di $16,402. Il 3.1% della popolazione vive sotto la soglia della povertà.